# 普魯登維爾 (密歇根州)
普魯登維爾（英語：Prudenville）是位於美國密歇根州羅斯康芒縣丹頓鎮區的一個普查規定居民點。

## 人口
根據2020年美國人口普查的數據，普魯登維爾的面積為9.63平方千米，當中陸地面積為7.39平方千米，而水域面積為2.24平方千米。當地共有人口1643人，而人口密度為每平方千米170.61人。